# Mitteldeutscher Handelsverein

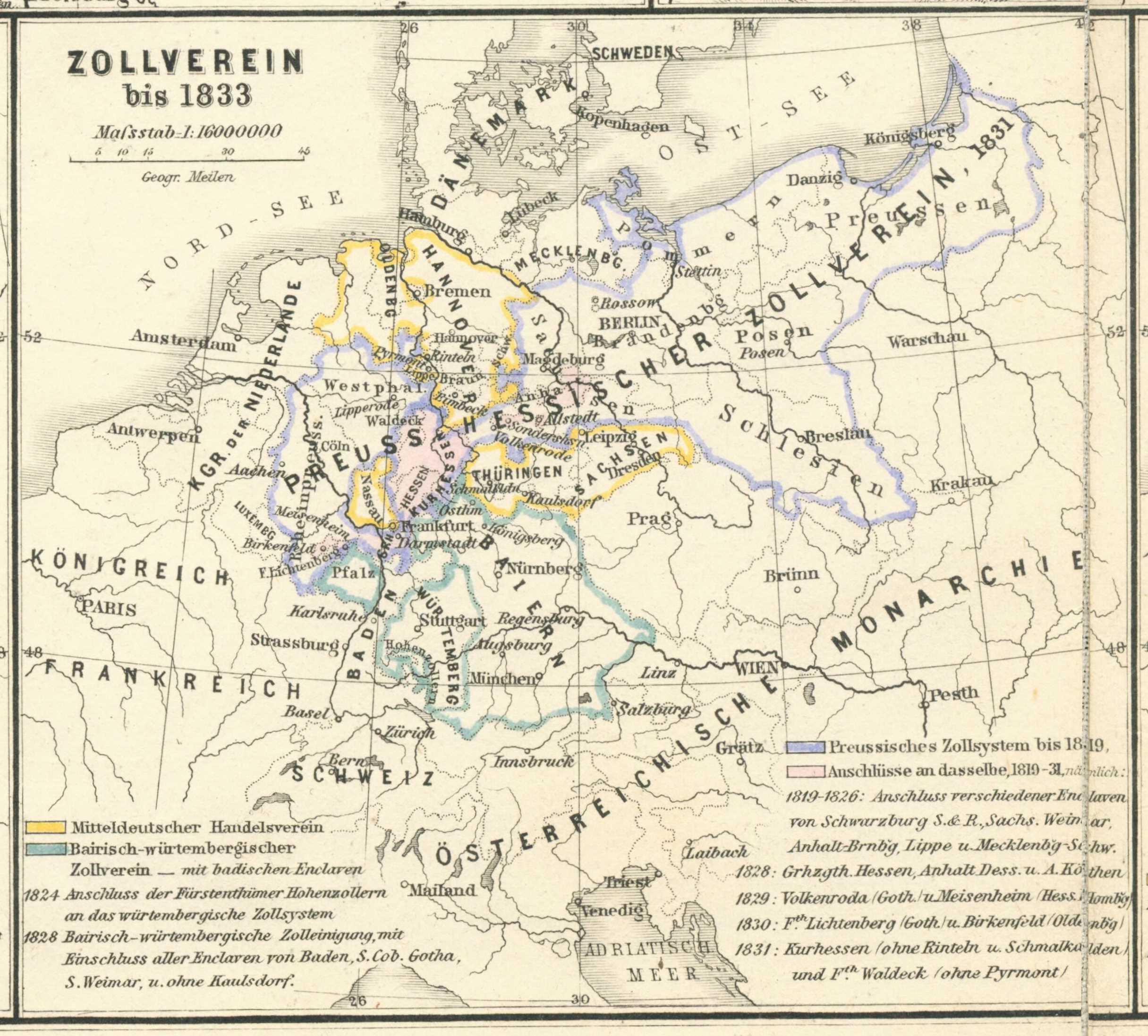
Der mitteldeutsche Handelsverein auf einer Karte von 1872

Der mitteldeutsche Handelsverein war 1828 eine direkte Reaktion auf die Gründung des Preußisch-Hessischen Zollvereins. Er existierte nur bis 1834.

## Geschichte und Entwicklung

Gesetzesblatt des Königreichs Sachsen 1829 mit der Verkündung des Handelsvereins

Der Anschluss Hessen-Darmstadts an das preußische Steuersystem und die damit einhergehende Bildung des preußisch-hessischen Zollvereins löste bei einer Reihe von angrenzenden kleinen und mittleren deutschen Staaten eine Gegenbewegung aus, da die Regierungen eine wirtschaftliche und politische Dominanz Preußens im Gebiet des Deutschen Bundes befürchteten. Die Bestrebungen eine Zoll- und Handelsvereinigung zu gründen wurden anfangs vor allem vom Königreich Sachsen zusammen mit Sachsen-Weimar-Eisenach und Sachsen-Coburg betrieben. Sie wurden dabei von Großbritannien und Österreich unterstützt, denen es ebenfalls darum ging, den preußischen Einfluss zu begrenzen. Neben den genannten Staaten beschlossen das Königreich Hannover, das Kurfürstentum Hessen, die Freie Stadt Frankfurt, das Herzogtum Nassau, Sachsen-Coburg und Gotha, Sachsen-Altenburg sowie Schwarzburg-Rudolstadt am 21. Mai 1828, als Defensivmaßnahmen in den folgenden drei Jahren keinem anderen Zollsystem beizutreten. Damit sollte der Anschluss weiterer Staaten an das preußisch-hessische System verhindert werden. In der Folgezeit bekannten sich auch die übrigen thüringischen Staaten, das Herzogtum Braunschweig, das Großherzogtum Oldenburg, die Freie Hansestadt Bremen sowie Hessen-Homburg zu dieser Erklärung.
Im Anschluss begannen Verhandlungen zur Bildung eines eigenen Zollverbundes. Am 24. September 1828 wurde in Kassel ein Vertrag über die Beförderung des freien Handels und Verkehrs unterzeichnet. Darin wird das Anschlussverbot der Mitglieder an andere Zollsysteme bekräftigt. Ausgenommen davon waren Enklaven. Die weiteren Bestimmungen waren jedoch vage. So vereinbarten die Regierungen die Transitzölle untereinander nicht weiter anzuheben und den Handel miteinander zu fördern. Die Gültigkeitsdauer war begrenzt und endete 1834.
Allerdings verlor der Verein schon deutlich früher an Bedeutung. Wirksam wurde der Zusammenschluss nur durch eine Transitsteuer für Güter ins preußisch-hessische System. Es wurden weder gemeinsames Zolltarife eingeführt noch ein einheitliches Gebiet für den Binnenhandel geschaffen. Nicht zuletzt gelang es der preußischen Politik durch Lockungen oder Druck einige Mitglieder aus dem mitteldeutschen Verein herauszulösen. Geschwächt wurde er bereits 1831 durch den Anschluss des Kurfürstentums Hessen an den preußisch-hessischen Zollverein. Das Ende kam 1833 mit der Gründung eines Thüringischen Zoll- und Handelsvereins. Während der Thüringische Verein und die meisten übrigen Staaten des mitteldeutschen Vereins 1834 dem Deutschen Zollverein beitraten, bildeten Hannover und Braunschweig den Steuerverein.